# Militærsporet
Militærsporet i Næstved var et 1,63 km langt forbindelsesspor, der i 1892 blev anlagt sammen med Slagelse-Næstved-banen mellem den og Køgebanen – den daværende Sydbane – så der kunne køre tog direkte mellem de to baner uden at komme ind på Næstved Station for at rebroussere.
Da Sjællandske Midtbane fra Ringsted i 1924 blev ført ind på Næstved station mellem de to andre baner, blev sporet ikke fjernet. Der måtte anlægges en krydsning i niveau, men der blev ikke gjort meget ud af den: der blev henlagt et sporstykke, der i påkommende tilfælde hurtigt kunne indlægges. I tilfælde, hvor sporet skulle bruges, skulle der således både ilægges sporskifter ved tilslutningen til Køgebanen og Slagelsebanen og lægges spor henover dobbeltsporet fra Ringsted, så det ikke kunne befares, når Militærsporet var etableret.
Ved Militærsporets tilslutning til de to ældste baner var der opført hytter med telefonforbindelse til Næstved Station. En sådan skulle også opføres ved krydsningen med Midtbanen, men allerede i 1925 blev Militærsporet nedlagt.

## Strækninger hvor banetracéet er bevaret
Fra en grusvej mod øst lige nord for Køgebanens bro over Østre Ringvej kan man se rester af Militærsporets dæmning. Et tilgængeligt, men ganske kort stykke dæmning findes øst for Herlufsholm Svømmehal, hvor det grener fra stien Fodsporet, som er anlagt på Slagelse-Næstved-banens tracé.
- Forrest Militærsporets dæmning, i baggrunden Køgebanens bro over Østre Ringvej
- Militærvej i Næstved er anlagt på Militærsporets tracé
- Militærsporets dæmning tv., Fodsporet th.